# Sune
Sune  è un nome proprio di persona svedese e danese maschile.

## Varianti
- Svedese: Sone[3], Søn, Såne

## Varianti in altre lingue
- Faroese: Súni
- Norreno: Suni[2][4]

## Origine e diffusione
Il nome, attestato nella forma Suni su un'iscrizione runica del XI secolo, deriva dal norreno antico sunr, che significa "figlio".
Il nome è in uso principalmente in Svezia e Danimarca; si trova anche in Finlandia, soprattutto nel Savo e nell'Ostrobotnia Settentrionale.

## Onomastico
Il nome è adespota, cioè non è portato da alcun santo, quindi l'onomastico ricade il 1º novembre ad Ognissanti. Tuttavia secondo il calendario finlandese l'onomastico di Sune è il 28 marzo, mentre secondo quello svedese il 29 novembre. Il nome fu introdotto come onomastico svedese nell'almanacco nel 1901.

## Persone
- Sune Almkvist, calciatore svedese

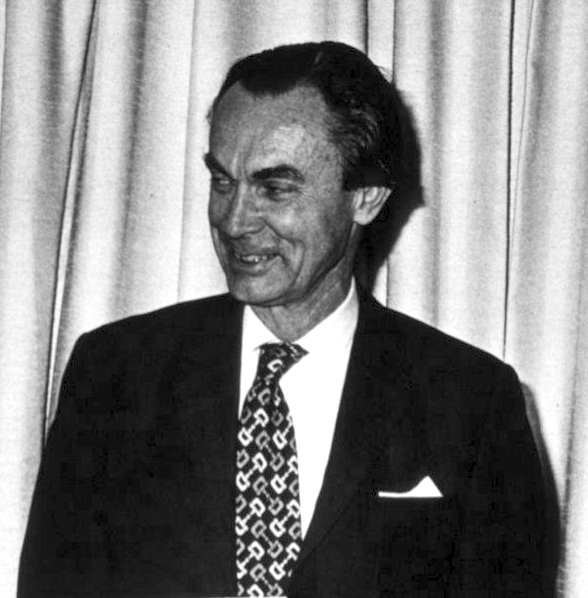
Sune Bergström

- Sune Andersson, calciatore e allenatore di calcio svedese
- Sune Bergström, biochimico svedese, premio Nobel per la medicina nel 1982
- Sune Kiilerich, calciatore danese
- Sune Wehlin, pentatleta svedese